# Храм Архангела Михаила (Наманган, действующий)
Храм Арха́нгела Михаи́ла — действующий православный храм Ташкентской и Узбекистанской епархии Среднеазиатского митрополичьего округа Русской православной церкви, расположенный в городе Наманган (Узбекистан). Посвящён святому Архангелу Михаилу, престольный праздник: 21 ноября.

## История
После того как на верующих начались гонения (1929-1935 годы) многие храмы в СССР были закрыты и снесены. Та же участь постигла и Храм Архангела Михаила в Намангане. После войны община получила послабление и выкупила жилой дом, где в 1952 году и был организован новый храм.
Внутри храма установлен иконостас, во дворе имеется колокольня. Из-за своего малого размера по праздникам храм не всегда вмещает всех желающих: так, на пасхальную службу в 2012 году пришло 100 верующих, на рождественскую в 2013 году — около 150, а в 2015-м — около 200.
Службы ведет священник Борис Шаяктямов. С сентября 2015 года настоятелем является отец Марк (Мазитов). Неоднократно в рамках архипастырских визитов в храме вёл службу Митрополит Ташкентский и Узбекистанский Викентий.

## Галерея

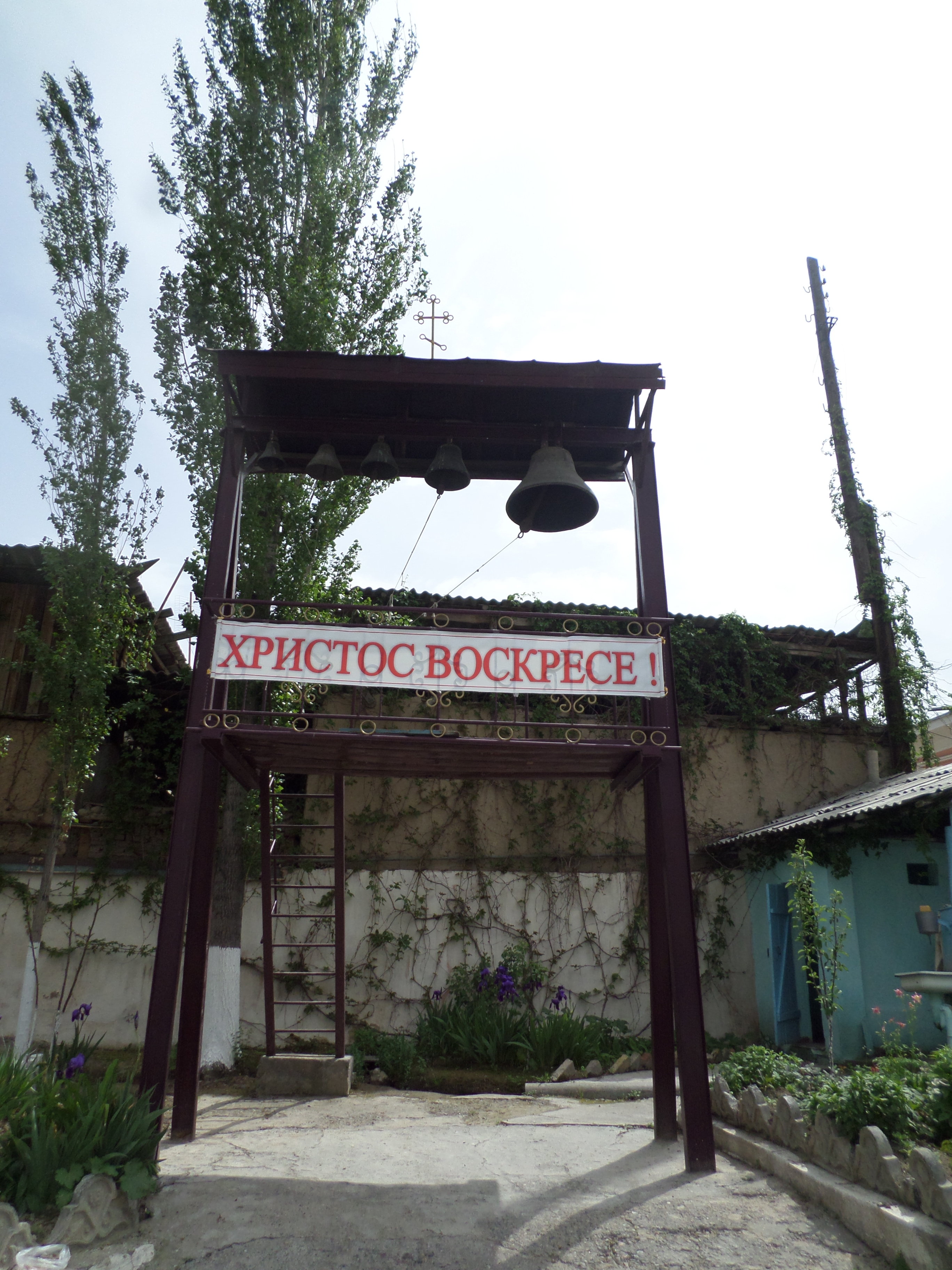
Колокольня.
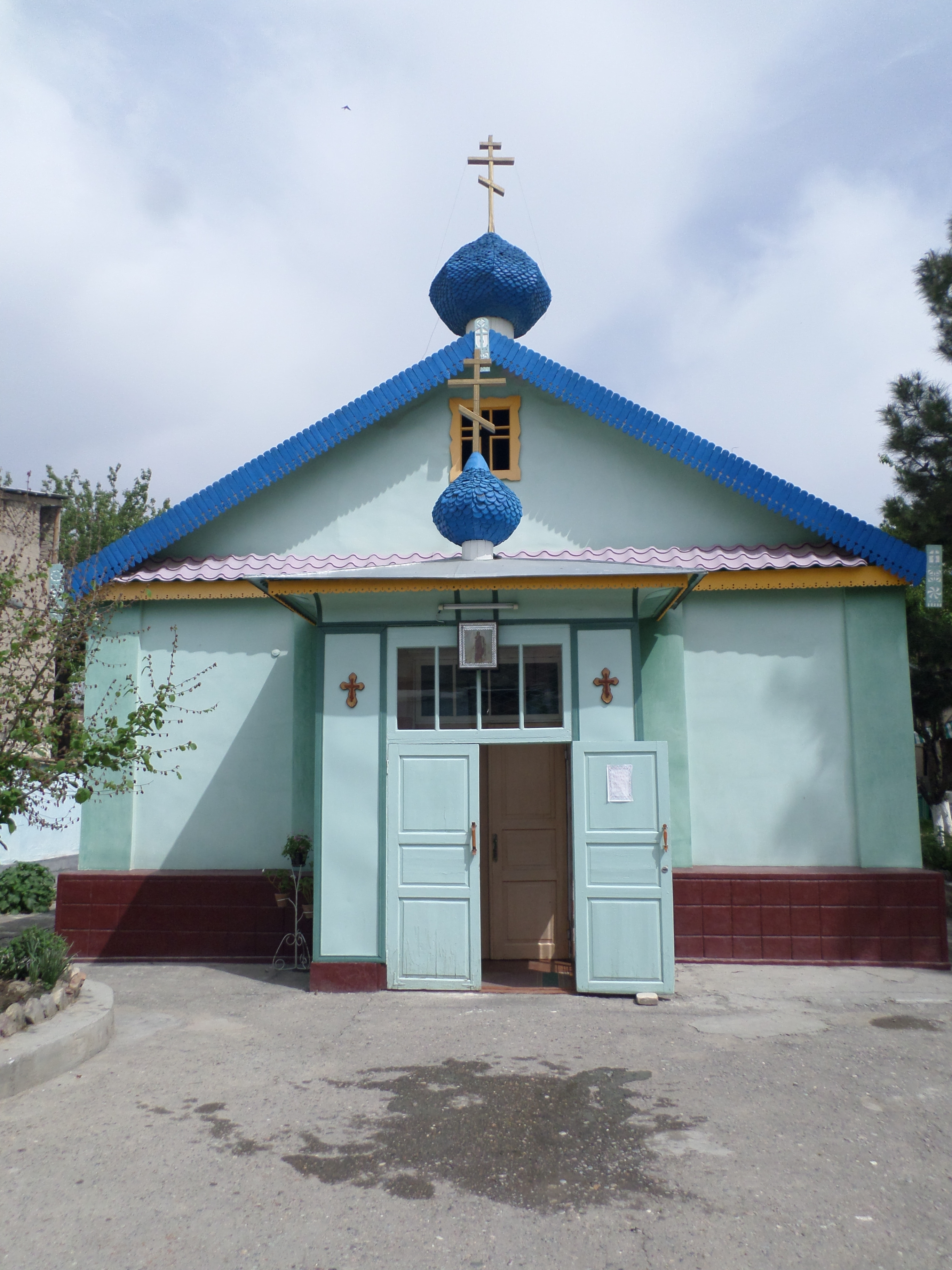
Фасад.
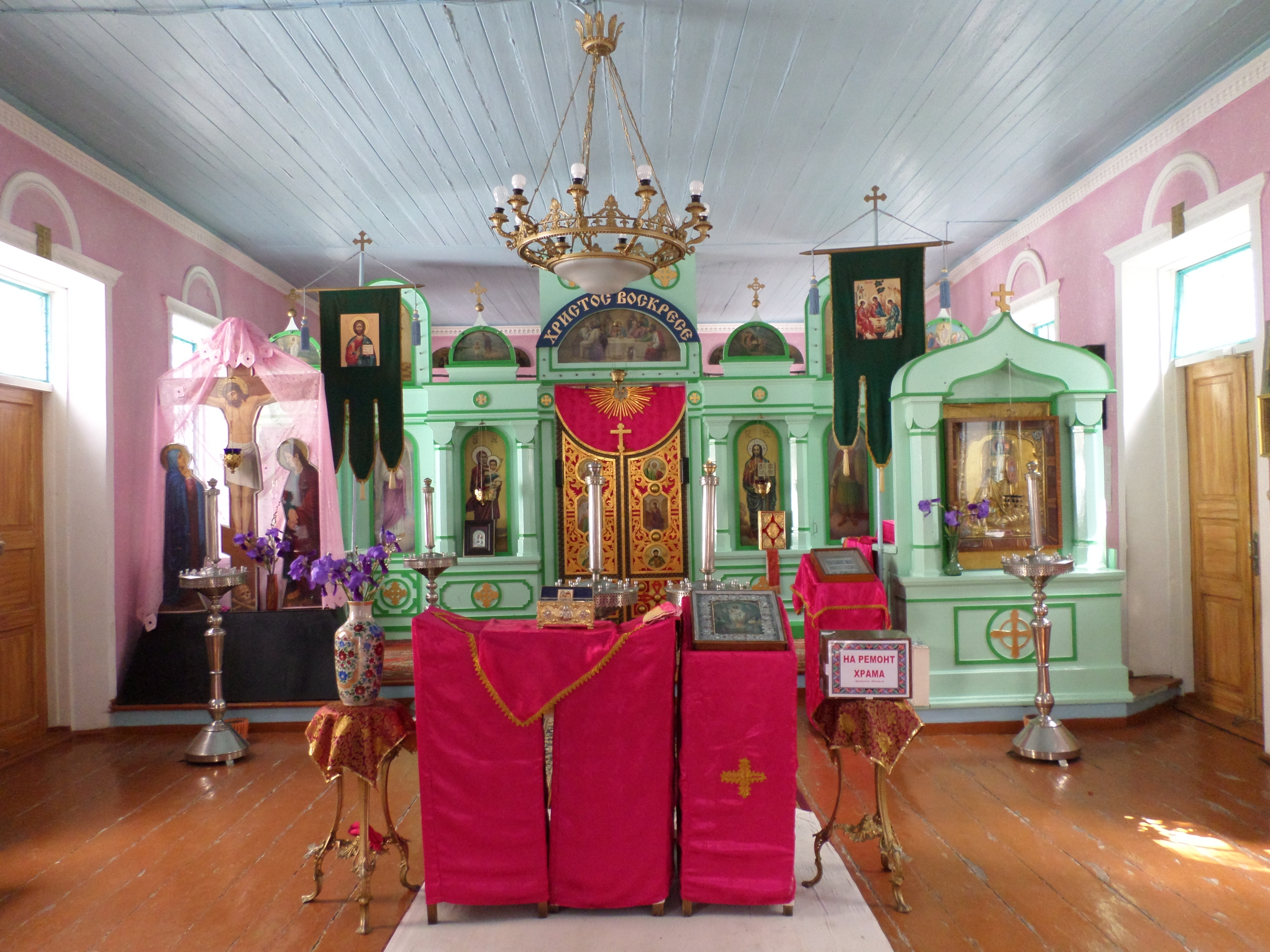
Иконостас.
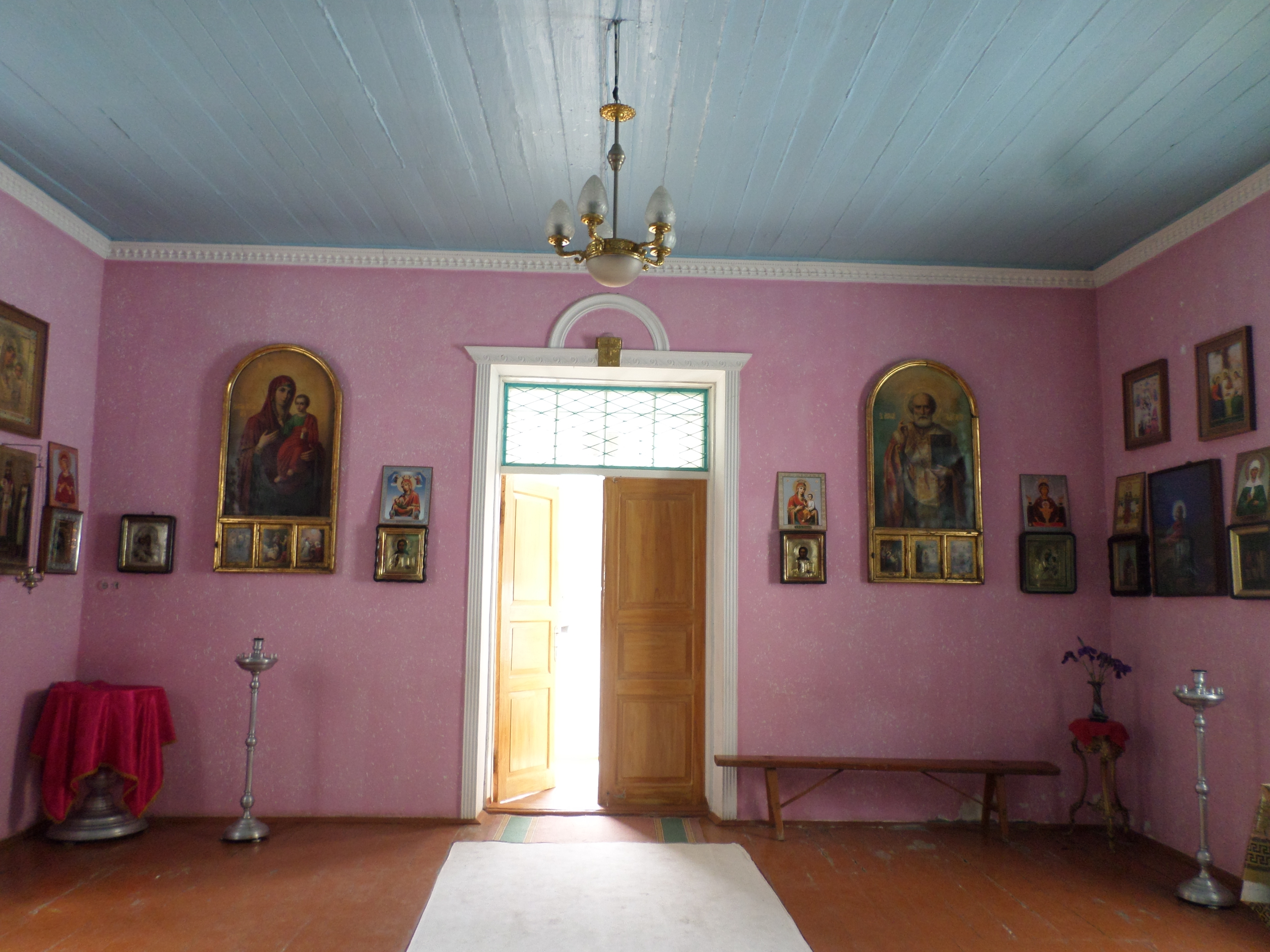
Вход.